# Gmina Osvětim
Gmina Osvětim (polsky Gmina Oświęcim) je venkovská gmina (správní obvod) v okresu Osvětim v Malopolském vojvodství v jižním Polsku. Jejím sídlem je město Osvětim, i když město není součástí území gminy.
Gmina se rozkládá na ploše 74,47 kilometrů čtverečních a v roce 2006 měla celkový počet obyvatel 16 708.

## Vesnice
V gmině Osvětim jsou vesnice a osady Babice, Broszkowice, Březinka, Dwory II, Grojec, Harmęże, Łazy, Osada Stawy Grojeckie, Pławy, Poręba Wielka, Rajsko, Stawy Monowskie, Włosienica a Zaborze.

## Sousední gminy
Gmina Osvětim sousedí s městy Beruň a Osvětim a s gminami Bojszowy, Brzeszcze, Chełmek, Kúty, Libiąż, Miedźna, Osiek, Polanka Wielka a Przeciszów.